# Alois Reinhardt
Pour les articles homonymes, voir Reinhardt.
Alois Reinhardt est un footballeur allemand né le 18 novembre 1961.

## Carrière
- 1979-1984 : FC Nuremberg  Allemagne
- 1984-1992 : Bayer Leverkusen  Allemagne
- 1991-1993 : Bayern Munich  Allemagne

## Palmarès
- avec le bayer leverkusen : 1 coupe de l'UEFA en 1988